# Mega Feria Imperial Acapulco
La Mega Feria Imperial Acapulco es un evento de entretenimiento, cultura, gastronomía y exposiciones. Dura 24 días de espectáculos, conciertos, muestra gastronómica, casino, juegos mecánicos, villa mágica, pista de hielo y nieve en Acapulco.

## Creación
Fue una idea para atraer turismo al puerto de Acapulco, el organizador es Juan Antonio Hernández. Se designó al complejo Mundo Imperial como sus sede. La duración de la Mega Feria es de aproximadamente 24 días, empezando en diciembre y terminando en enero del año siguiente..
En la inauguración estuvieron el gobernador Ángel Aguirre Rivero, Luis Walton, Presidente Municipal de Acapulco, Seyed Rezvani, director del Mundo Imperial, complejo turístico sede de la Mega Feria, y el contador Juan Antonio Hernández.

## Seguridad
Con el propósito de garantizar la seguridad,  Protección Civil se reunió con otras dependencias para la coordinación, entre ellas: Policía Federal, Policía Estatal, Policía Municipal, IX Región Militar, Protección Civil Estatal y Municipal.

## Eventos
| Año  | Evento       | Inicio                   | Término             | País Invitado | Estado Invitado |  |
| ---- | ------------ | ------------------------ | ------------------- | ------------- | --------------- |  |
| 2012 | I edición    | 14 de diciembre del 2012 | 6 de enero del 2013 | España        | —               |  |
| 2013 | II edición   | 13 de diciembre del 2013 | 5 de enero del 2014 | Brasil        | —               |  |
| 2014 | III edición  | 19 de diciembre de 2014  | 4 de enero del 2015 | Líbano        | Hidalgo         |  |
| 2015 | IV edición   | 19 de diciembre de 2015  | 3 de enero del 2016 | Tailandia     | Morelos         |  |
| 2016 | V edición    | 23 de diciembre de 2016  | 7 de enero del 2017 | Azerbaiyán    | Puebla          |  |
| 2017 | VI edición   | 23 de diciembre de 2017  | 7 de enero del 2018 | Colombia      |                 |  |
| 2018 | VII edición  | 22 de diciembre de 2018  | 6 de enero del 2019 | Cuba          | Yucatán         |  |
| 2019 | VIII edición | 26 de diciembre de 2019  | 5 de enero del 2020 | Catar         |                 |  |